# Stephen Lang
Stephen Lang (Nova York, Estats Units, 11 de juliol de 1952) és un actor estatunidenc. Va obtenir una nominació per als Premis Tony per l'obra The Speed of Darkness el 1991, com a part d'una destacada participació en els teatres de Broadway. També a la televisió Lang ha col·laborat en produccions Nombroses encarnant personatges com Babe Ruth i George Washington, i diversos papers en sèries com Crime Story i Law & Order: Criminal Intent. En el cinema, les seves aparicions comprenen D-Tox, Ull assassí, Public Enemies i Avatar.

## Biografia
Stephen Lang va néixer a Nova York. És fill de Thérèse (nascuda Volmer) i de Eugene Lang, un home de negocis filantròpic. És catòlic i el seu pare ve d'una família jueva-hongaresa. Està  casat amb Kristina Watson, creadora de vestuari i ensenyant, des del  1er de juny de 1980. Tenen cinc fills: Lucy, Jane, Noah, Grace, i Daniel. Stephen Lang va anar a l'escola PS 178 a Jamaica Estates. Està diplomat en literatura anglesa per la Swarthmore College el 1973. El 30 de maig de 2010, Swarthmore li va lliurar un diploma honorífic en reconeixement de la seva brillant carrera al teatre, a la televisió i al cinema.

## Filmografia
| Any  | Títol                                                      | Paper                              |
| ---- | ---------------------------------------------------------- | ---------------------------------- |
| 1985 | La mort d'un viatjant (Death of a Salesman)                | Happy                              |
| 1985 | Twice in a Lifetime                                        | Keith                              |
| 1986 | La banda de la mà (Band of the Hand)                       | Joe                                |
| 1986 | Manhunter                                                  | Freddy Lounds                      |
| 1987 | Projecte X (Project X)                                     | Watts                              |
| 1989 | Last Exit to Brooklyn                                      | Harry Black                        |
| 1991 | The Hard Way                                               | Party Crasher                      |
| 1991 | Another You                                                | Dibbs                              |
|      | Human Cargo                                                | Aramco Contractor                  |
| 1993 | Guilty as Sin                                              | Phil Garson                        |
| 1993 | Gettysburg                                                 | Major General George E. Pickett    |
| 1993 | Tombstone                                                  | Ike Clanton                        |
| 1995 | Tall Tale                                                  | Jonas Hackett                      |
| 1995 | La gran aventura dels pandes (The Amazing Panda Adventure) | Michael Tyler                      |
| 1996 | Loose Women                                                | Prophet Buddy                      |
| 1996 | Gang in Blue                                               | Moose Tavola                       |
| 1996 | An Occasional Hell                                         | Alex Laughton                      |
| 1997 | Shadow Conspiracy                                          | The Agent                          |
| 1997 | Niagara, Niagara                                           | Claude                             |
| 1997 | En terra perillosa 2 (Fire Down Below)                     | Earl Kellogg                       |
| 1999 | Story of a Bad Boy                                         | Spygo                              |
| 2000 | Trixie                                                     | Jacob Slotnick                     |
| 2001 | The Proposal                                               | Simon Bacig                        |
| 2002 | D-Tox                                                      | Jack                               |
| 2003 | The I Inside                                               | Mr. Travitt                        |
| 2003 | Code 11-14                                                 | Justin Shaw                        |
| 2003 | Gods and Generals                                          | General Thomas "Stonewall" Jackson |
| 2006 | The Treatment                                              | Coach Galgano                      |
| 2007 | Save Me                                                    | Ted                                |
| 2008 | From Mexico with Love                                      | Big Al Stevens                     |
| 2009 | Public Enemies                                             | Charles Winstead                   |
| 2009 | Avatar                                                     | Coronel Miles Quaritch             |
| 2009 | Els homes que miraven fixament les cabres                  | General Hopgood                    |
| 2010 | Christina                                                  | Inspector Edgar Reinhardt          |
| 2010 | False Creek Stories                                        | Narrador                           |
| 2010 | White Irish Drinkers                                       | Patrick                            |
| 2011 | Conan the Barbarian                                        | Khalar Zym                         |
| 2011 | Someday This Pain Will Be Useful to You                    | Barry Rogers                       |
| 2011 | Terra Nova                                                 | Nathaniel Taylor                   |
| 2012 | In Plain Sight                                             | James Wiley Shannon                |
| 2012 | Backmask                                                   |                                    |
| 2013 | Officer Down                                               | Tinent Jake LaRussa                |
| 2013 | Pawn                                                       | Charlie                            |
| 2013 | Grant vs. Lee                                              | President Abraham Lincoln          |
| 2014 | The Nut Job                                                | King (veu)                         |
| 2014 | In the Blood                                               | Casey                              |
| 2014 | Jarhead 2: Field of Fire                                   | Major James Gavins                 |
| 2014 | A Good Marriage                                            | Holt Ramsey                        |
| 2014 | Apuja l'aposta                                             | Duffy                              |
| 2014 | 23 Blast                                                   | Coach Farris                       |
| 2015 | Exeter                                                     | Pare Conway                        |
| 2015 | Band of Robbers                                            | Injun Joe                          |
| 2015 | Gridlocked                                                 | Korver                             |
| 2015 | Beyond Glory: Tour of Duty                                 | ell mateix                         |
| 2015 | Isolation                                                  | William                            |
| 2016 | Don't Breathe                                              | L'home cec                         |
| 2016 | Beyond Valkyrie: Dawn of the 4th Reich                     | Emil F. Reinhardt                  |
| 2017 | Hostiles                                                   | Coronel Abraham Biggs              |
| 2018 | Braven                                                     | Linden Braven                      |
| 2018 | Mortal Engines                                             | Shrike                             |